# Salomón Libman
Salomón Alexis Libman Pastor (ur. 25 lutego 1984 w Limie) – peruwiański piłkarz występujący na pozycji bramkarza, obecnie zawodnik Alianzy Lima.

## Kariera klubowa
Libman jest wychowankiem akademii juniorskiej Cantolao, jednak profesjonalną karierę klubową rozpoczynał w zespole Sport Boys z siedzibą w mieście Callao. W peruwiańskiej Primera División zadebiutował w sezonie 2003. Mimo iż barwy Sport Boys reprezentował przez niemal siedem lat, to dopiero pod koniec swojego pobytu w klubie wywalczył sobie miejsce w wyjściowym składzie, nie potrafił także odnieść większych sukcesów z drużyną. Latem 2008 przeszedł do stołecznej Alianzy Lima, z którą w sezonie 2009 zdobył wicemistrzostwo Peru. W 2010 roku został wybrany najlepszym bramkarzem ligi peruwiańskiej i wziął udział w pierwszym międzynarodowym turnieju w karierze – Copa Libertadores, odpadając z Alianzą w 1/8 finału. W rozgrywkach 2011 osiągnął kolejny tytuł wicemistrzowski.
| Sezon | Klub         | Kraj | Rozgrywki        | Mecze | Bramki |
| ----- | ------------ | ---- | ---------------- | ----- | ------ |
| 2002  | Sport Boys   | Peru | Primera División | 0     | 0      |
| 2003  | Sport Boys   | Peru | Primera División | 5     | 0      |
| 2004  | Sport Boys   | Peru | Primera División | 5     | 0      |
| 2005  | Sport Boys   | Peru | Primera División | 13    | 0      |
| 2006  | Sport Boys   | Peru | Primera División | 10    | 0      |
| 2007  | Sport Boys   | Peru | Primera División | 9     | 0      |
| 2008  | Sport Boys   | Peru | Primera División | 26    | 0      |
| 2008  | Alianza Lima | Peru | Primera División | 22    | 0      |
| 2009  | Alianza Lima | Peru | Primera División | 8     | 0      |
| 2010  | Alianza Lima | Peru | Primera División | 36    | 0      |
| 2011  | Alianza Lima | Peru | Primera División | 15    | 0      |
| 2012  | Alianza Lima | Peru | Primera División |       |        |

## Kariera reprezentacyjna
W seniorskiej reprezentacji Peru Libman zadebiutował 7 września 2010 w wygranym 2:1 meczu towarzyskim z Jamajką. W 2011 roku został powołany przez selekcjonera Sergio Markariána na rozgrywany w Argentynie turniej Copa América, gdzie wystąpił w jednym spotkaniu, pozostając rezerwowym dla Raúla Fernándeza.